# Saint-Symphorien (Lozère)
Saint-Symphorien era una comuna francesa que estaba situada en el departamento de Lozère, de la región de Occitania que el 1 de enero de 2019 pasó a formar parte de la comuna nueva de Bel-Air-Val-d'Ance como comuna delegada.

## Historia
En 1837 esta comuna cedió terrenos para la creación de la comuna de Chambon-le-Château.

## Demografía
| Gráfica de evolución demográfica de Saint-Symphorien entre 1800 y 2016 |
|                                                                        |

Los datos demográficos contemplados en este gráfico de la comuna de Saint-Symphorien se han cogido de 1800 a 1999 de la página francesa EHESS/Cassini, y los demás datos de la página del INSEE.